# 八田與一
八田與一（1886年2月21日—1942年5月8日），日本石川縣人，土木工程師，在台灣日治時期參與水利工程建設。以嘉南大圳設計者及烏山頭水庫建造者聞名，有「嘉南大圳之父」之稱。其自1910年於東京帝國大學畢業後到過世前一直都在臺灣任職定居，曾參與臺北下水道工程、高雄港規劃、臺南水道工程（山上淨水場）、桃園大圳工程、日月潭水力發電水庫勘查、大甲溪德基水庫勘查等日治時期現代化的重要土木工程，並提出興建曾文水庫的構想和地點；此外，他還在臺北設立土木測量專門學校，並創立「臺灣水利協會」和專業期刊，培養臺灣土木水利人才。由於對臺灣嘉南平原農業水利事業的貢獻，在臺灣和其故鄉都設有個人紀念館。

## 早年生涯

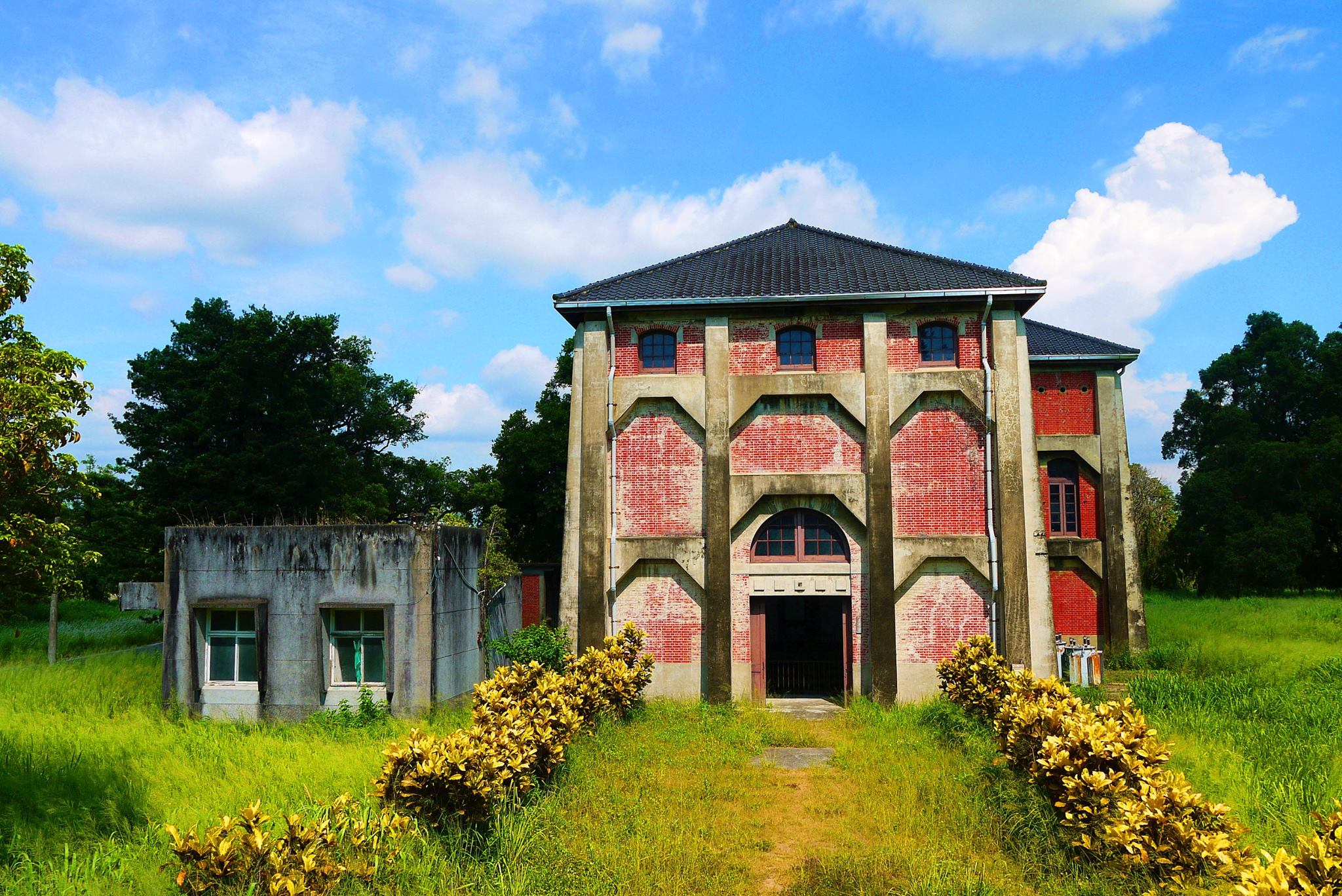
臺南水道

八田與一出生於日本石川縣河北郡花園村（現金澤市今町），八田屋名門八田四郎兵衛之五男，父親四郎兵衛是富農，是當地的聞人；長兄繼承家業，次兄於日俄戰爭中陣亡，三兄為醫生。1892年，八田與一就讀今町尋常小學校（現今金澤市立花園小学校），而後是森本尋常高等小學校，1899年，進入石川縣第一尋常中學校，1904年，考進第四高等学校大學預科二部工科，是當時日本北陸四縣唯一的高等學校，同樣東京帝國大學土木工學科畢業的鳥居信平也是出身於該高校。
1907年，他進入東京帝國大學工學部土木工學科就讀。1910年（明治43年）畢業，受到老師廣井勇（其有「日本港灣工程之父」之稱）的影響，以及土木工學科校友青山士隻身前往興建巴拿馬運河的激勵，他應聘為台灣總督府土木部工務課技手（技術人員），8月前往臺灣，開始工作。1914年，他昇任為總督府技師，調至土木局土木課衛生股，成為濱野彌四郎的下屬，參與臺南水道計劃及嘉義和高雄等地上下水道工程。1916年5月至7月間，他前赴菲律賓、爪哇、 婆羅洲、蘇拉威西、新加坡、澳門、香港等地考察當地用水設施；1917年8月14日八田與金澤市米村吉太郎醫師之千金米村外代樹成婚，外代樹16歲，剛從金澤第一高女以第一名的成績畢業。婚後，他與妻子一同返回臺灣，在臺北幸町（今中正區濟南路中山南路一帶）定居，共育有二男六女。
八田與一及米村外代樹的家庭生活及建造水庫的故事在2006年由中華電視公司拍成台語電視連續劇水色嘉南，可惜無合適檔期未上映。客家電視台於2009年2月16日以客語配音上映，但可惜的是因為宣傳不足，很少人知道水色嘉南在客家台播出。YouTube「華視戲劇頻道」2014年4月7日已將全劇以台語原音上傳。

## 建造嘉南大圳

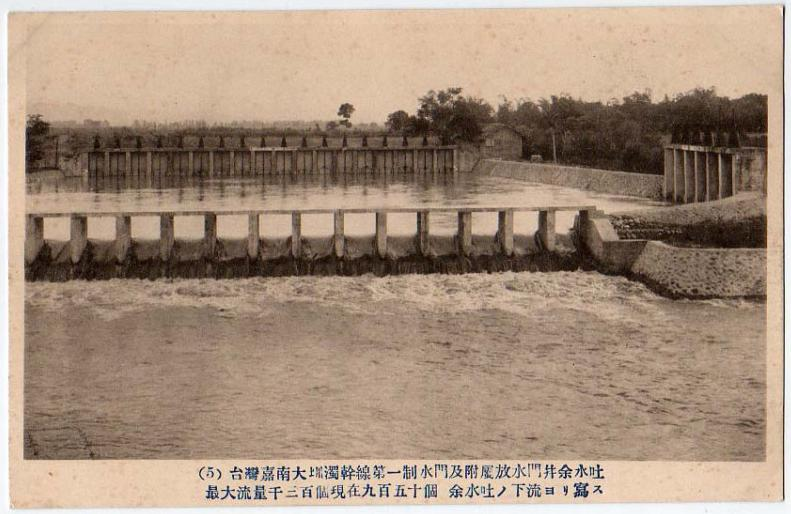
嘉南大圳濁幹線第一制水門

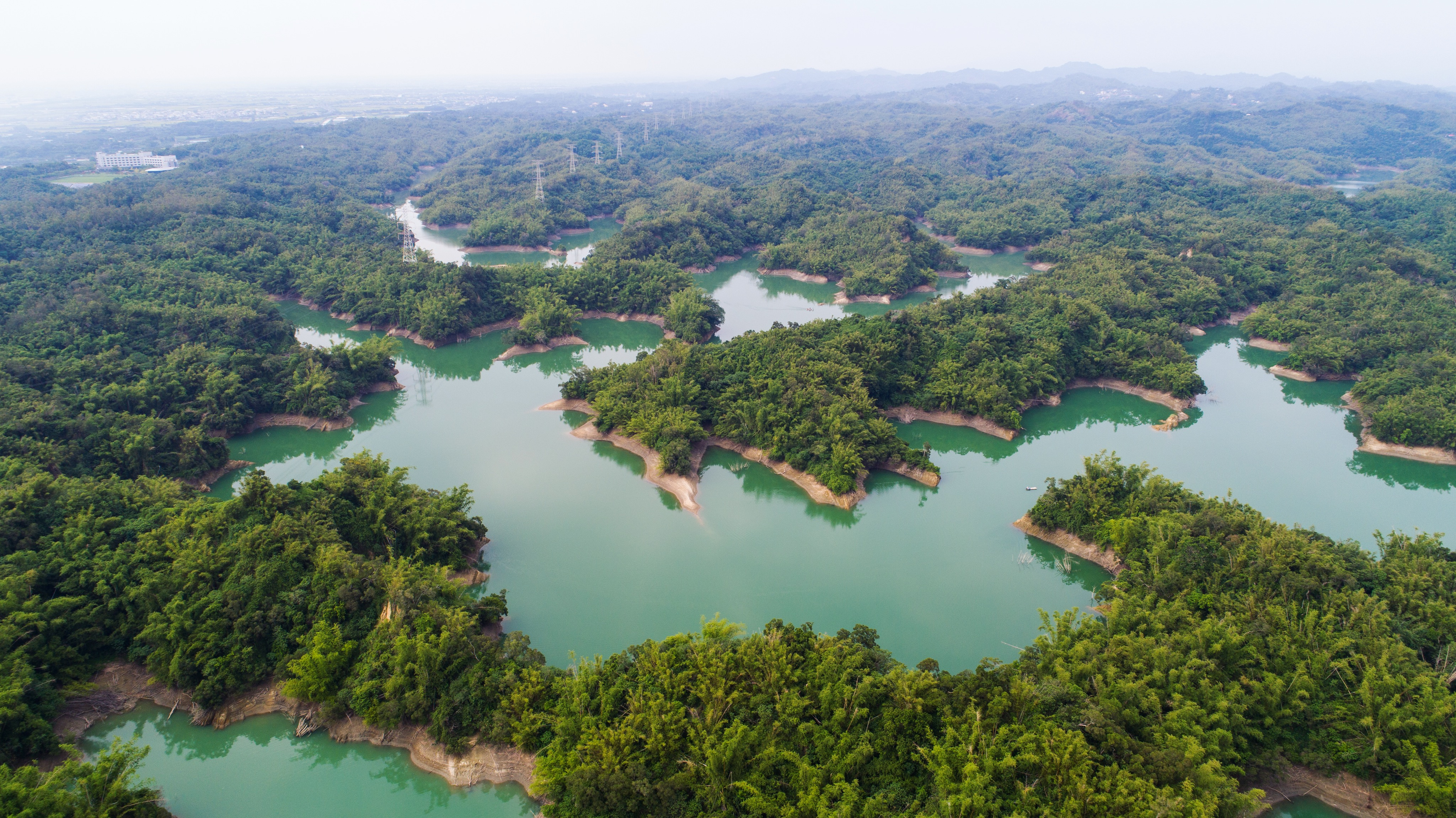
烏山頭水庫

臺灣嘉南平原的氣候特色是少雨（夏雨冬乾）且日照時數長；當地早期耕地多為倚賴天候決定收成的「看天田」，且因無大型灌溉設施，作物種類受限，土地生產力僅臺北州和臺中州地區之一半；此外，颱風季節時還有洪水問題，而沿海地區更有鹽份偏高的情況。為了發展雲嘉南地區的農業並增加糧食供給量，八田開始調查在嘉南平原興建大型水利設施的可能性，1917年（大正6年），他向臺灣總督府提出「官佃溪埤圳計畫」，隔年在嘉南地區進行實地調查；最後，他向總督府提出嘉南大圳建造計劃書，但「官佃溪埤圳計畫」在送交日本內閣會議討論時，因其規模大於桃園埤圳四倍，興建費用太高，大藏省以太過理想化和調查不夠充分化為由而駁回。
1918年，日本本土發生米騷動事件，日本內閣態度轉變，在臺灣自籌部分財源之條件下，嘉南大圳獲得同意興建。。1919年（大正8年），公共埤圳官佃溪埤圳組合成立，由八田與一技師率領技術人員共八十餘名負責所有實地測量、設計和工程相關事宜。1920年，嘉南大圳設計和規劃完成，八田與一受命負責建造嘉南大圳的核心工程烏山頭水庫；該水庫利用臺南官田區、六甲區、大內區、東山區間的低窪谷地為儲水區，貯蓄官田溪的雨水形成珊瑚狀的水庫。此外，亦有建設給水設備，在曾文溪上游大埔溪北岸楠西鄉王萊宅建一取水閘門，鑿一取水隧道貫穿烏山嶺，名為烏山嶺引水隧道，導引大埔溪水到官佃溪上游進入水庫。當時民政長官下村宏命名水庫為「珊瑚潭」。嘉南大圳下游以烏山頭水庫為中心，分成南幹線和北幹線，灌溉排水渠工程項目包括水汴、水門、渡槽、跌水工、明渠、暗渠、防潮自動排水門等，並建造通訊線網，其灌溉區域涵蓋今臺南市、嘉義市、嘉義縣、雲林縣等地。1920年9月，這個當時亞洲最大的灌溉土木工程正式動工。1921年，受限於官方人員身份無法兼任民間事業體之職務，八田與一辭去官職轉任「嘉南大圳水利組合」監督課長兼工事課長，並暫居嘉義。1922年，他擔任烏山頭出張所所長，並於烏山頭宿舍完工後舉家遷入。
為了確認大壩施工法之可行性，八田與一開始研究世界土木專家的論文和先進國家興建大壩的方法。1922年，他特地率領藏成氏、白木原兩技師到美國、加拿大、墨西哥及日本等國作實地調查，為期八個月。1924年，又招請美國土石水壩權威乔尔·D·贾斯廷（Joel D. Justin）到台灣評估可行性。最後，他採用個人自創的半水力沖淤式土壩施工法（Semi-hydraulic Fill Method）興建大壩，壩體只使用0.5%的混凝土，以卵石、圓礫石、碎石、溪沙、黏土等混合土壤為主，在堰堤的中心建造微細粘土的中心羽金層，遮斷滲透水。這是亞洲當時唯一的溼式堤偃水庫，壩堤是目前世界僅存的半水式沖淤土石壩結構美國土木工程師學會為此，他特別將其命名為「八田水壩」（Hatta Dam），並在學會期刊上向全世界介紹。此外，當時水利組合（今水利會前身）或工程承包業者都拒絕採用大型機械，但他評估若以人力建造這種堰堤，即使耗用20年以上也無法完成。在他的遊說下，終於決定採用自美國與德國購入之大型土木機械，讓臺灣當時走在日本之先，也是創亞洲之先。當時使用的大型蒸氣動力土木工程機械有鏟土機與450匹馬力抽水噴水機，另外，還置有重達56噸的蒸汽機車頭與砂石運輸車輛在鐵路軌道上行駛等，以加快工程速度，並在最終比原定時間提早15年完成，用七年時間，完成貫穿烏山嶺的引水隧道；其長度3,078公尺，直徑8.5公尺，所流注的水量十倍於日本當時最大的農業工程愛知事業，是當時世界僅有的工程創舉。
經過十年努力建設，1930年（昭和5年）4月10日，嘉南大圳，這個當時全亞洲地區規模與技術第一的水利設施終於順利通水使用。由於規模宏大，施工艱鉅，整個烏山頭大壩和隧道工程共134位同仁因意外和疾病殉職，因此特別設立「殉工碑」以紀念，石碑下方正面刻有八田與一親撰的碑文，餘三面則刻上死難者的名字，不分日本人和臺灣人依殉職時間錯落排列。
完工時的烏山頭水庫大壩高56公尺，壩頂標高166.66公尺，壩頂寬度9公尺，長度1,273公尺，壩底寬約303公尺；其溢洪道是自然溢流式，長636公尺；其蓄水面積達13平方公里，集水面積達60平方公里，蓄水量達1億5千萬噸，是當時亞洲規模最大與世界第三大的水庫。嘉南大圳灌溉水道總長度10,000公里，排水道6,000公里，主護岸與堤防長度228公里，灌溉嘉南平原15萬公頃的農田。有了灌溉來源，再加上徹底的土地改良，嘉南平原原來的洪水、乾旱、和鹽害等三大障礙皆被清除；整個工程完成後，嘉南平原的農業生產量快速增長，約60萬農民因此受惠，每年稻米、甘蔗及雜作的產量高達8萬3千噸。由於此貢獻，後世稱八田與一為「嘉南大圳之父」、「烏山頭水庫之父」；也從此奠定八田與一在日本土木工程界的地位。

### 三年輪作給水法
由從曾文溪取水量有限，不足以一次灌溉全部15萬公頃的農田，為了讓全部農民都有水可用，八田與一設計出獨特的三年輪灌制度，即所謂「三年輪作給水法」。首先把15萬公頃農地分成三大區，然後各大區再分成150公頃的小區，每小區再分為三個50公頃的區塊，每個小區內設置水門控制給水路，三年輪作水稻、甘蔗和雜穀，種水稻時充分給水，種甘蔗只在初期給水，種雜穀則不給水。規劃如下，水稻栽培的期間第一區塊是第2年的6－10月，第二區塊是第1年的6－10月，第三區塊是第3年的6－10月。甘蔗栽培期間長約14個月，給水期間第一塊區是第3年的11月到下一輪第一年的5月，第二塊區是第2年的11月到第3年的5月，第三區塊是第1年的11月到第2年的5月。甘蔗與水稻之間則種植僅靠雨水的甘藷雜作或者綠肥。
當然隨著農地的落點，有不一樣的灌溉方式，三年輪灌只是為了離水圳較遠的農田所設。近大圳的農田每年都可以得到灌溉水，因此一年可以種兩次水稻，一期稻與二期稻之間還可以種一季短期的夏季裡作，如越瓜或綠肥；二期稻與一期稻之間可種生長期略長的冬季裡作，包括小麥、亞麻、菸草、蕎麥、豌豆、蠶豆、甘藍、馬鈴薯、玉蔥、番茄與其他葉菜類作物等。
為了管理輪作給水，八田成立嘉南大圳水利組合（嘉南農田水利會的前身）負責掌控水門和配水作業。對於「三年輪作給水法」，學者有多種看法，其中包括可讓更多土地和農民受惠，但亦為有利於地主、製糖廠、大企業及政府的土地利用制度。
但隨著曾文水庫完工後，蓄水量增加，目前嘉南水利會的輪灌制度，已達到三年兩次水稻供水，三年種兩次水稻，一次甘蔗與兩次雜作，水稻全程灌水，甘蔗間歇灌水。近大圳的農田則可三年種三次水稻和三次雜作，而水分充足時，三年最多可種六次水稻和三次雜作。當年設計的水路和水門控制概念持續使用。

### 繼續臺灣、福建等東亞各地水力發展計劃
嘉南大圳完工後，八田與一遷回臺北，回任臺灣總督府技師，出任土木課水利股股長，花了六年多的時間進行「全島土地改良計畫」，以提高土地生產力。1932年，他著手大甲溪發電計畫，1934年，他由花蓮橫越中央山脈，抵達大甲溪流域的達見並進行實地勘查，尋找適合建造水庫的地點，即戰後完成的德基水庫。1935年，受福建省主席陳儀邀請，他受聘為中華民國福建省顧問技師，並赴福建考察，參與福建省水利灌溉設施計畫擬定，返台後以「福建省管見」論文發表於台灣水利雜誌。1940年11月，他受總督府被任命為海南島農林調查團團長，前往日軍佔領的海南島調查發電、水利事業，發表他生平最後一篇論文：「談海南島現狀」。1941年，他再受委派前往日本所占领的中國東北地區進行水庫勘查。
1939年，他被升任為敕任官技師，並授與四等寶瑞章，成為總督府職位最高的專業技師。往日隨其在烏山頭工作的技術人員，後來陸續參與建造觀音埤、尖山埤、鹿寮水庫、蘭潭等小型水庫。目前曾文水庫興建的壩址，也是他生前所選定的地點。

### 培養臺灣土木水利工程人才
八田與一有感臺灣的土木水利專業人才不足，於1930年組織「技師協會」擔任會長，並且設立「臺灣水利協會」，培育年輕一代水利專業技師，另外創立了專業期刊《臺灣的水利》，並發表論文。
1934年2月，在他的奔走之下，他與退休技手西村仁三郎、臺灣教育家曹賜寤和林熊祥在臺北共同創建私立「土木測量技術員養成所」，以培養臺灣本地的土木水利工程專業人才；當時借用大稻埕樺山淨土宗臺北別院（今善導寺）作為辦公及上課場所，並於1936年9月遷至成淵中學借用教室上課。大東亞戰爭時期，因應大量軍事工程人才需求，於1941年在臺北三重埔購地建校舍，並於1944年完工啟用。1946年，此校改為縣立三重初級工業職業學校。1948年，校舍由軍方佔作憲兵學校使用，受到瑞芳地方聞人李建興、李建和兄弟等資助，原校師生和設備遷址到瑞芳，改名為瑞芳初級工業職業學校，現為國立瑞芳高級工業職業學校。自1970年起，原三重校址為新北市三重區光興國小使用。

## 逝世

### 大洋丸事件

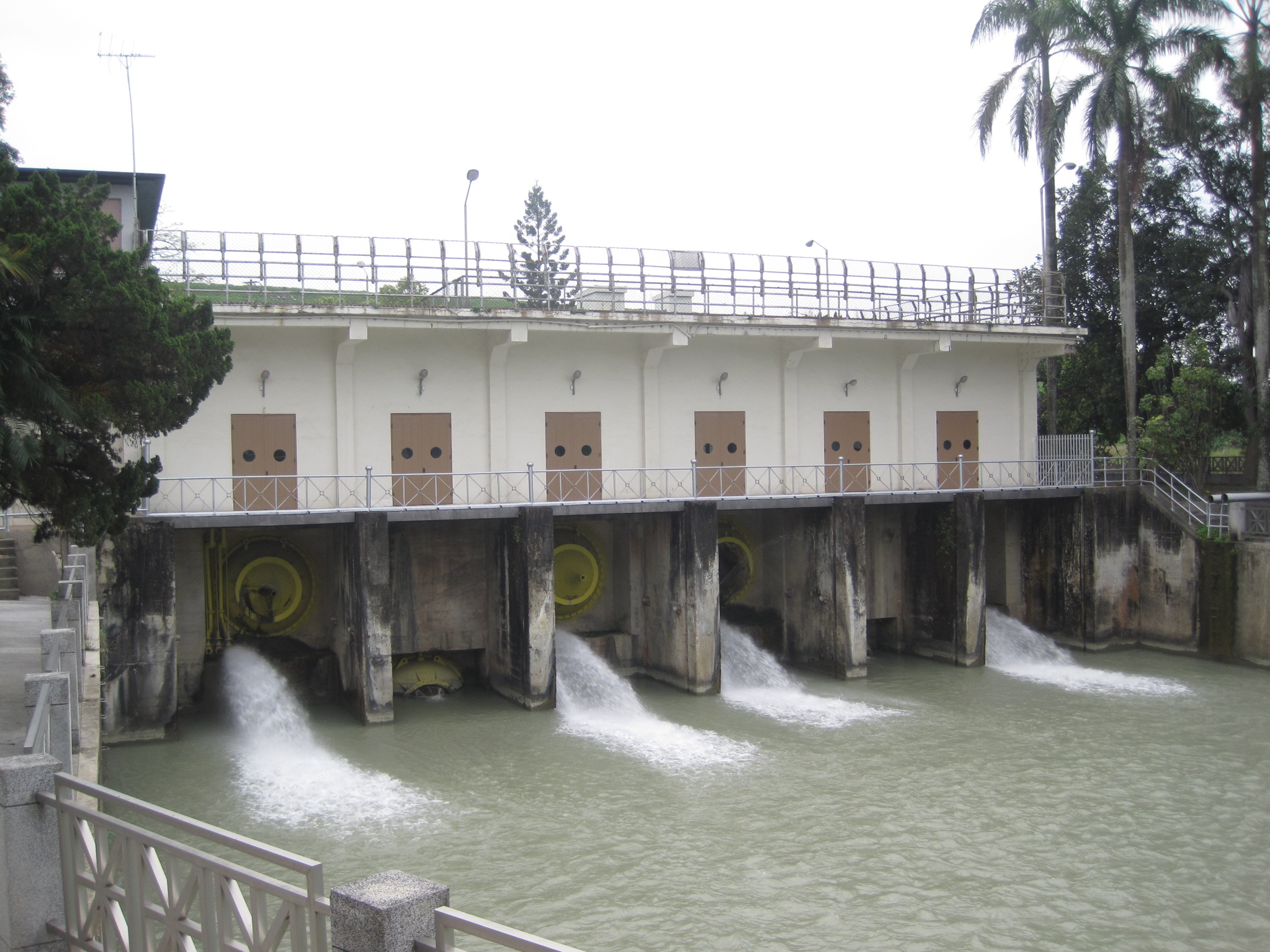
八田外代樹所跳進的烏山頭水庫舊放水口

1941年12月8日，珍珠港事變後，太平洋戰爭爆發。1942年4月，日本進佔美國屬地菲律賓，日本陸軍省聘八田與一為「南方開發派遣要員」，要前往菲律賓進行棉作灌溉設施調查。4月，八田與一與部下3人搭船回日本等待出發，這期間還應邀回到母校東京帝國大學演講，並會晤就讀東大工科的長子晃夫及長女正子夫婦、次女綾子等。5月3日，八田分別寄了照片、明信片給在台的妻子外代樹及四位女兒及次子，5月4日，抵達廣島，八田寄出了最後一封信，寫著「致所有的家人·父寄」。5月5日，陸軍省南方開發派遣要員、拓務團、商工團等所組成的南方經濟挺身隊一千多人在廣島宇品港集合，搭乘郵輪大洋丸前往東南亞日軍佔領區，晚上7點半，大洋丸駛出宇品港。
5月6日，大洋丸進入山口縣下關港補給煤炭和水，而在這一天，日軍攻陷菲律賓的科雷希多島，美軍駐菲律賓部隊投降。5月7日，大洋丸等船團開往菲律賓。5月8日晚上7點35分，在東中國海男女群島附近（30°45′N 127°40′E / 30.750°N 127.667°E），大洋丸遭遇美軍潛伏在該海域的潛艦長尾鱈號攻擊，發射4枚魚雷，命中3枚，大洋丸爆炸起火，在8點40分沉沒；八田與一逃生不及罹難。
6月10日，在一個月後，日本山口縣萩市的漁船「第二睦丸」（安藤晃）在海上尋獲八田遺體；於萩市火化後，骨灰由赴日善後的白木原技師在6月21日護送回臺灣。七月初，在台北東本願寺舉行家祭，7月16日 在總督府為其舉辦追悼禮（府祭），七月下旬葬於烏山頭水庫旁，嘉南大圳組合在其銅像前舉辦追思會。

### 身後
八田與一過世後，妻子外代樹仍居住在臺北，1944年，長子晃夫於東大畢業後即加入海軍，次子泰雄就讀台北高校時即被徵召入伍，四女嘉子就讀東京女高，長女正子、次女綾子均遠居日本，因此家中僅有浩子、玲子、成子三人。1945年，太平洋戰爭末期，日軍逐漸喪失優勢，由於美軍空襲臺北，外代樹和女兒們疏散到台南烏山頭，回到她曾居住10年的地方。　
1945年8月，日本無條件投降。31日，次子泰雄回到烏山頭，與家人團聚。由於對亡夫的思念，也不願意因日本戰敗而離開臺灣，隔天9月1日颱風天清晨，外代樹趁家人還在熟睡之際，來到八田與一投注一生心血的烏山頭水庫，跳入放水口自殺，結束了四十五歲的生命，留下遺書“愛慕夫君，我願追隨去”。外代樹遺體經嘉南水利組合人員尋獲後火化，少部份骨灰交家屬帶回日本，剩餘骨灰則與八田與一合葬於烏山頭堰堤北側大壩上，八田與一銅像的後方。1946年12月15日，水利會在八田技師銅像的後端，用花崗石作成日本式的墓碑紀念他們。
八田夫婦有二男六女、共八名子女，全都在臺灣出生成長；已經將臺灣視為故鄉的他們在戰後被迫遣返日本，回到他們父母親出生的故鄉——日本石川縣金澤市。

## 紀念

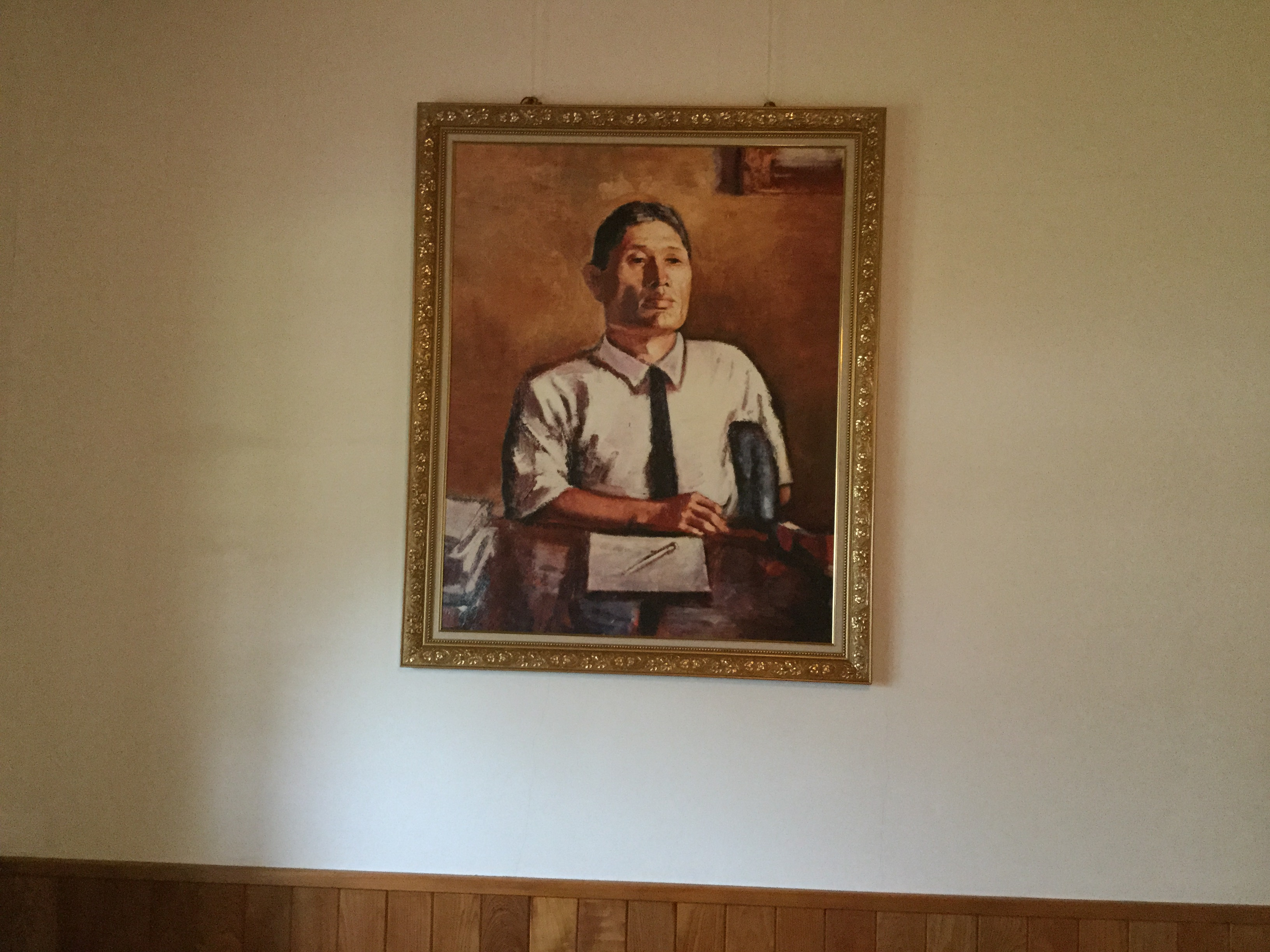
肖像畫

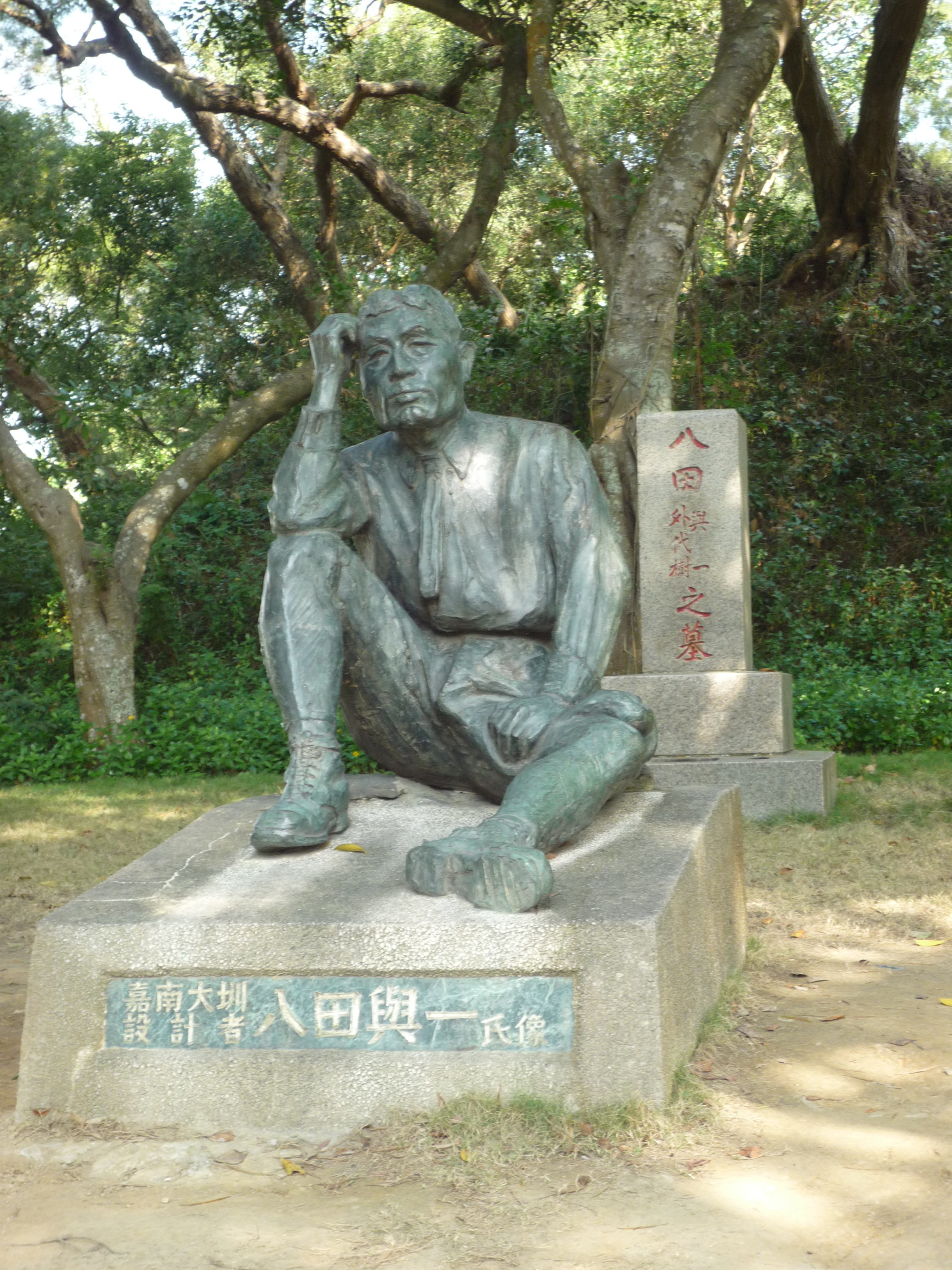
八田與一銅像及八田夫婦墓碑

### 塑像
雖然嘉南大圳完成後有部分糧食運給日本，建造過程也引起過台灣百姓的不滿，但大圳讓本地糧產也大增是事實，另外就是八田與一的為人處事，卻同台南當地鄉紳的關係認真經營而融洽，甚至在日本徵收糧食時站在台灣人這方，這使得他一家相對其他日本派遣人員來說，在台灣民眾心中有不同的看法，於是乎嘉南人民為了感念八田與一雖然是出生日本、卻全家搬到台灣定居，當作故鄉一般經營的貢獻，眾人合力倡言下，在台灣成立「八田之友會」。並在徵得八田的同意，遵照八田的意願，請日本金澤市雕塑家都賀田勇馬製作了一個身著工作服、穿工作靴、席地坐於堤堰上沉思模樣的銅質塑像，於1931年7月8日以無臺座方式建立在烏山頭水庫大壩旁。
八田與一的塑像後來經歷幾次危機，而第一次差點被毀反而是來自軍國政府方面，肇因於二戰期間日本戰事吃緊，急需銅鐵金屬等物資在全國各地網羅，民間自籌的日人銅像沒有官方地位，鄉民聽聞八田與一塑像將被日軍強徵熔解，供應他們對華與太平洋戰事軍需使用，所以偷偷移走塑像，藏於番子田（今隆田）車站倉庫之內。中華民國戰後接收時才由倉庫人員發現，由水利會的人偷偷運回烏山頭，但還是擔心當時的國民政府追究，便將銅像暫放於八田住過宿舍的陽臺上低調處理。經過數十年，政經情勢較為緩和，八田對台灣的投入也漸被各方認可，水利會於是在1981年在烏山頭水庫八田塚前，終於新設臺座永久置放此銅像。每年5月8日八田的忌日，水利會都會在烏山頭水庫八田塚前舉行追思會，而在日本的“八田之友會”也都會組團前來烏山頭水庫參加追思會，追悼八田。1999年臺南縣官田鄉慈聖宮為當地信仰中心，由於當地里民先祖曾跟隨八田與一共同建造烏山頭水庫，在寺廟內設置八田與一紀念室，並請國家薪傳獎大師施至輝雕刻木雕像紀念八田與一。

#### 破壞事件
2017年4月16日，八田與一塑像遭破壞，頭部以上被移除。相關單位已成立專案小組調查，並力圖於5月8日（八田與一忌日）前修復完成。奇美博物館曾經仿照烏山頭水庫內的八田與一塑像，做出三尊八田與一半身銅像，一尊送到日本，一尊送給嘉南農田水利會並放在烏山頭水庫的八田與一紀念室，還有一尊在奇美博物館。因此博物館決定先將博物館內的八田與一銅像頭部切下，然後接到烏山頭水庫的塑像修復，約在1星期內完工。4月17日，前臺北市議員李承龍首度坦承破壞銅像；此事已由警方偵辦當中。經12天搶修後以複製品接合復原，並於5月7日首度亮相，水利會、南市府舉辦揭幕儀式，邀八田親族觀禮，儀式簡單隆重。

### 褒揚令
2007年7月12日，中華民國總統陳水扁頒贈對八田與一的褒揚令，表彰他對臺灣農業的貢獻，由臺灣駐日代表許世楷代表陳總統頒贈，八田與一的兒媳八田綾子與孫子八田陽一代理接受，褒揚令正本置於金澤古里偉人館的八田與一專區公開展覽。褒揚令全文如下：
|               | 嘉南平原水利之父日籍技師八田與一，性行仁毅，卓識槃才。早歲卒業東京帝國大學土木科，旋渡海南來，膺聘臺灣總督府土木部，承命戮力，創見屢標。尤以規劃監造嘉南大圳與烏山頭水庫，考察先進國家水壩工法，克服技術設備短缺困境，篳路藍縷，悉濟艱虞，東亞第一大壩於焉而生。計慮籌策，興建灌溉防洪系統；鴻猷碩擘，推動三年輪作給水，大幅擴增農田產能，開啟平原豐足新頁。復協助大甲溪電源開發計畫，研擬土地改良基本方案，淵謨周洽，利民厚生。歲月崢嶸，試新硎以水利建設，存懋績於蓬島群倫，展志勤業，譽流三臺；盛德遺範，青史傳芳。惟斯人已遠，軫悼曷極，特予明令褒揚，用表政府緬懷英賢之至意。 |
| ——總統 陳水扁 | |

2008年5月8日，馬英九上任中華民國總統前，也前往烏山頭水庫，參與水利會舉辦的追思會。原本其幕僚建議在總統府內其中一廳改名為「八田與一廳」，但因尚未成案而未實施。2009年5月8日，總統馬英九再次前往烏山頭水庫，參加「八田與一技師 逝世67週年追思音樂會」，並表示將建立「八田與一紀念園區」，編列修復經費約1億元左右，在2年工期完成後，再交由嘉南農田水利會進行管理。同年7月30日，西拉雅國家風景區主持「愛·無國界～八田與一紀念園區——故居測繪暨修復儀式」，過程中更結合臺、日傳統祭拜儀式。2009年11月13日，由其生平所改編的同名電影《八田與一》上映。。

### 道路

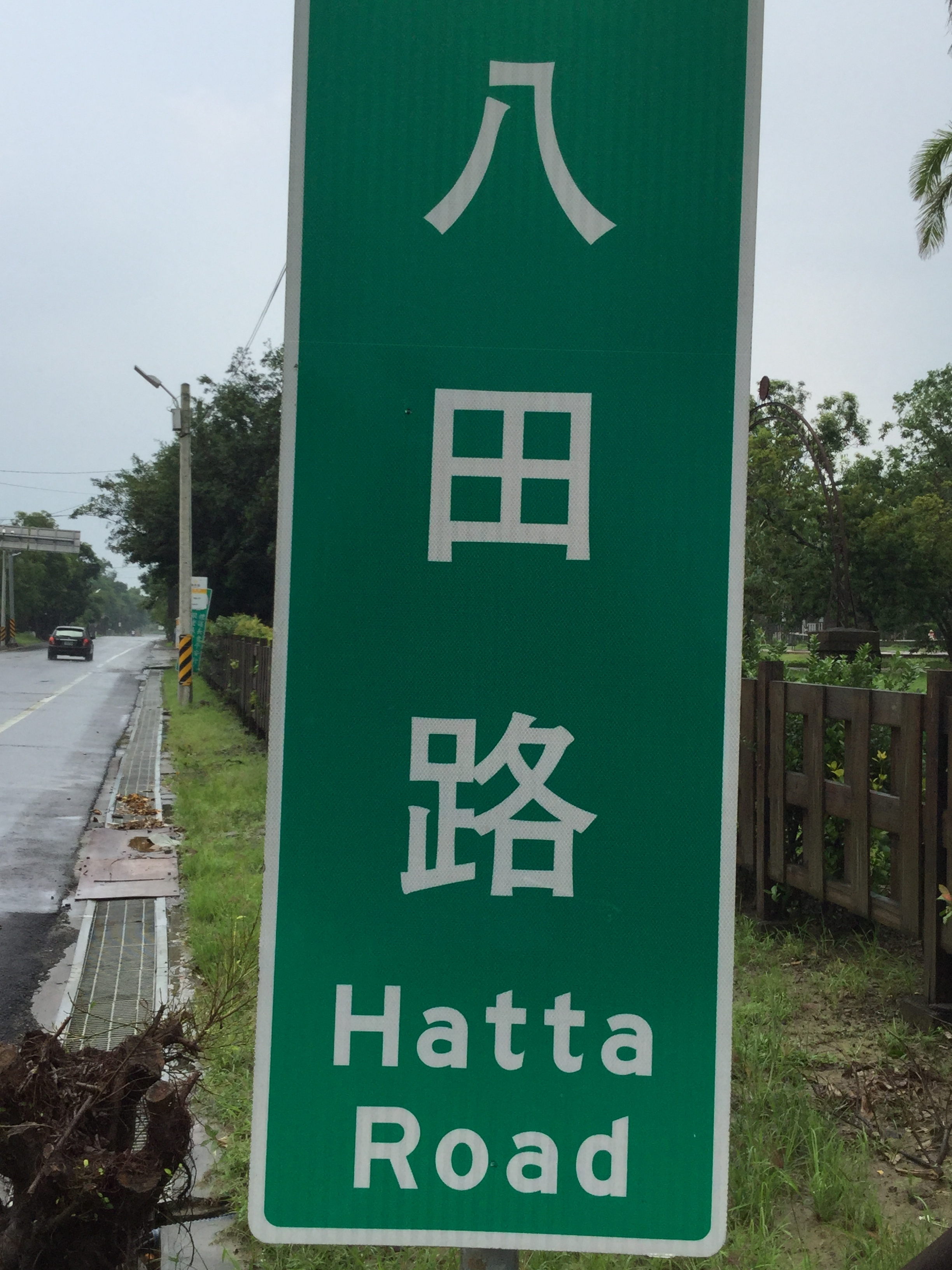
八田路

為紀念八田與一對臺南的貢獻，臺南市政府於2011年將官田區南117線嘉南國小至台1線路段（前身為烏山頭線鐵道路跡）命名為「八田路」，5月9日（八田與一忌日）伴隨故居整修工程之後正式揭牌。並贈送八田與一昔日在臺灣的戶籍資料給八田後代。

### 文化資產

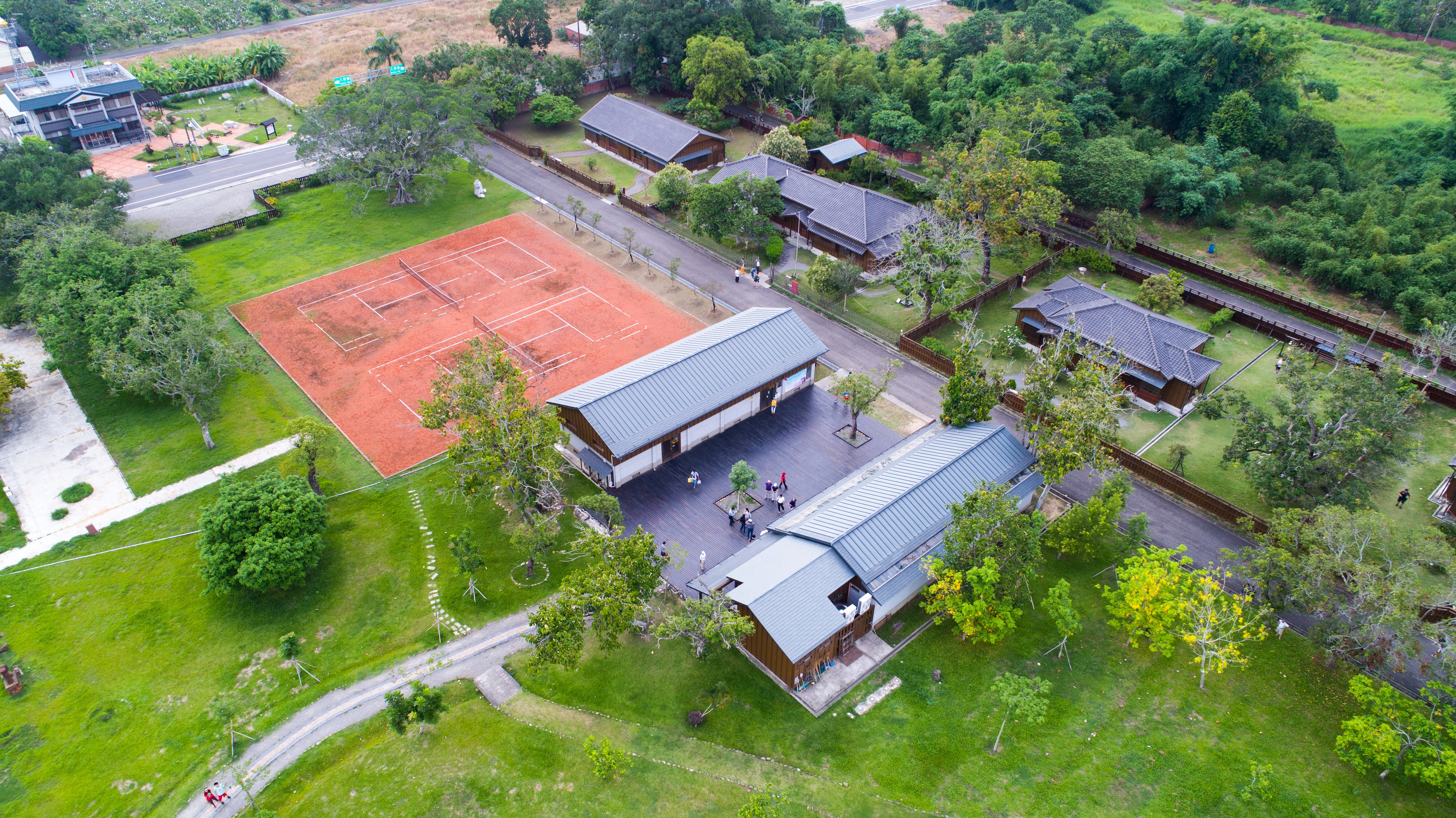
八田與一紀念園區

大正9年（1920年）嘉南大圳正式動工，烏山頭宿舍同年9月開始建設，並於大正10年（1921年）間完工。宿舍形式有獨棟型、雙拼型、四連棟、八連棟等型式，共計68棟建物供234戶人家使用。因應短時間內大量房舍需求，採權宜工法如施作「太鼓落」將原木作兩面或三面切削用以取代角材，唯熟練木匠才能施作，在臺灣日式建築中罕見。
2009年5月交通部觀光局西拉雅國家風景管理處主政辦理「八田與一紀念園區」，並赴八田與一的故鄉日本石川縣金澤市考據，引進日本木匠技術，展館策展由帝門藝術教育基金會漢寶德先生率領臺南藝術大學團隊設計製作，同年12月21日故居群公告為歷史建築。紀念園區於2010年3月25日動工，次年4月25日竣工，並於該年（2011年）5月8日，即八田與一忌日當天啟用，中華民國總統馬英九、臺南市市長賴清德、前日本首相森喜朗及其率領之日本國會議員參加落成典禮，四幢己完成的日式宿舍分別為「八田宅」、「田中/市川宅」、「赤堀宅」及「阿部宅」。
- 指定範圍屋舍
  - （一）4棟日式建築：從1920年嘉南大圳正式動工起，烏山頭的宿舍及相關設施在9月時業已開始動工，其中高級職員（多數為技師）宿舍區在1921年8月10日便已完成。
  - （二）2棟附屬建築：約興建於民國47、48年間。
- 建築特色
  - （一）八田技師故居群具備獨棟型、雙拼型等類型，集中於一定的範圍之內
  - （二）見證烏山頭水庫發展歷程
  - （三）原有約兩百棟建築，如今幾乎損毀
  - （四）大正時期日式建物之建築樣式。
- 保存價值
  - （一）八田與一和烏山頭水庫、嘉南大圳之關係，是臺南縣甚至是臺灣的重要歷史記憶，其故居群具保存必要
  - （二）八田與一故居群在建築過程因時間短、數量多，故有其特別配套技術，具有文化資產價值
  - （三）八田技師興建烏山頭水庫及嘉南大圳，造就嘉南平原成為臺灣最大米倉，對臺灣經濟人文影響重大，保留建築群與重要歷史事件及人物相關連。

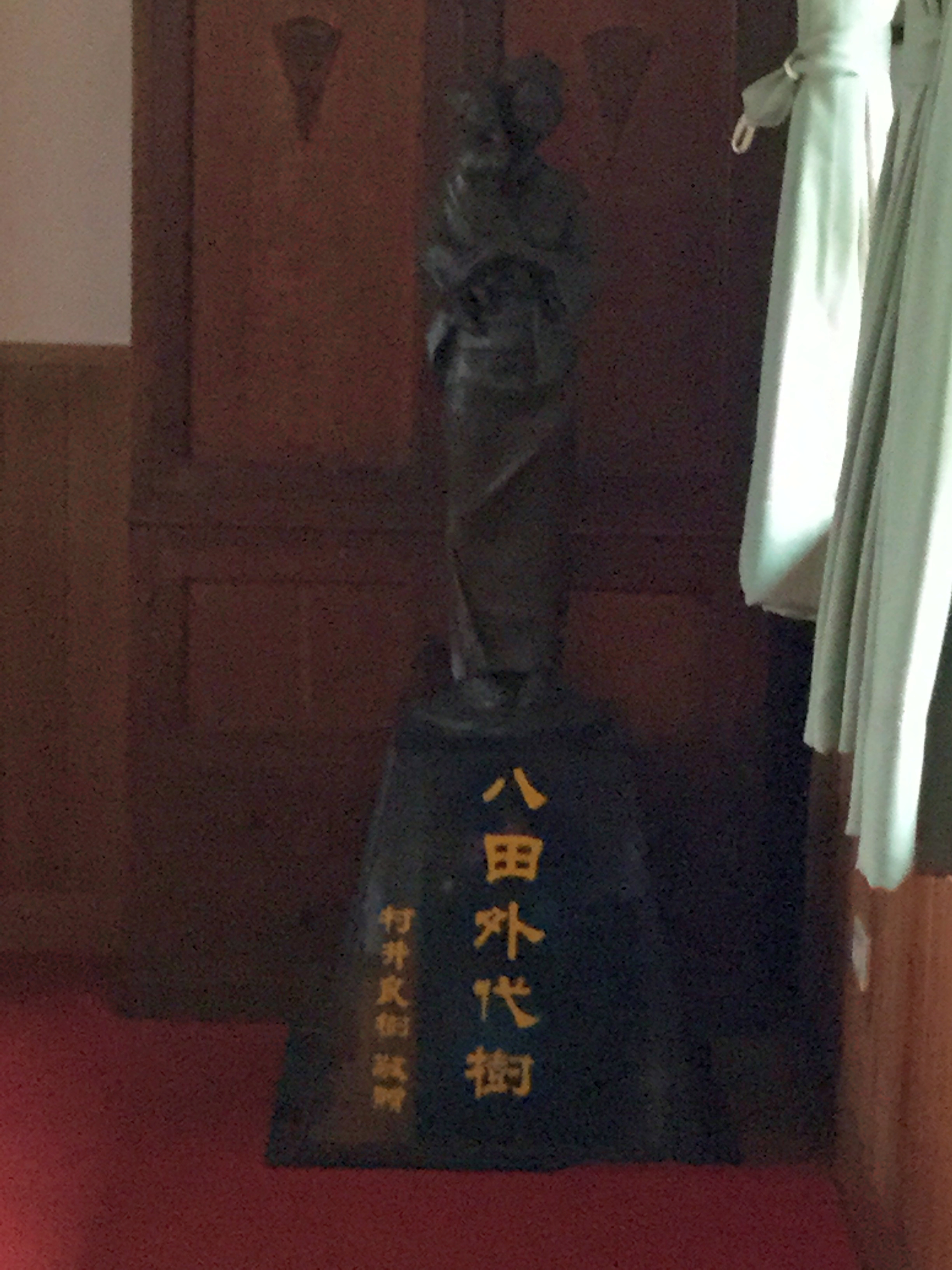
外代樹塑像
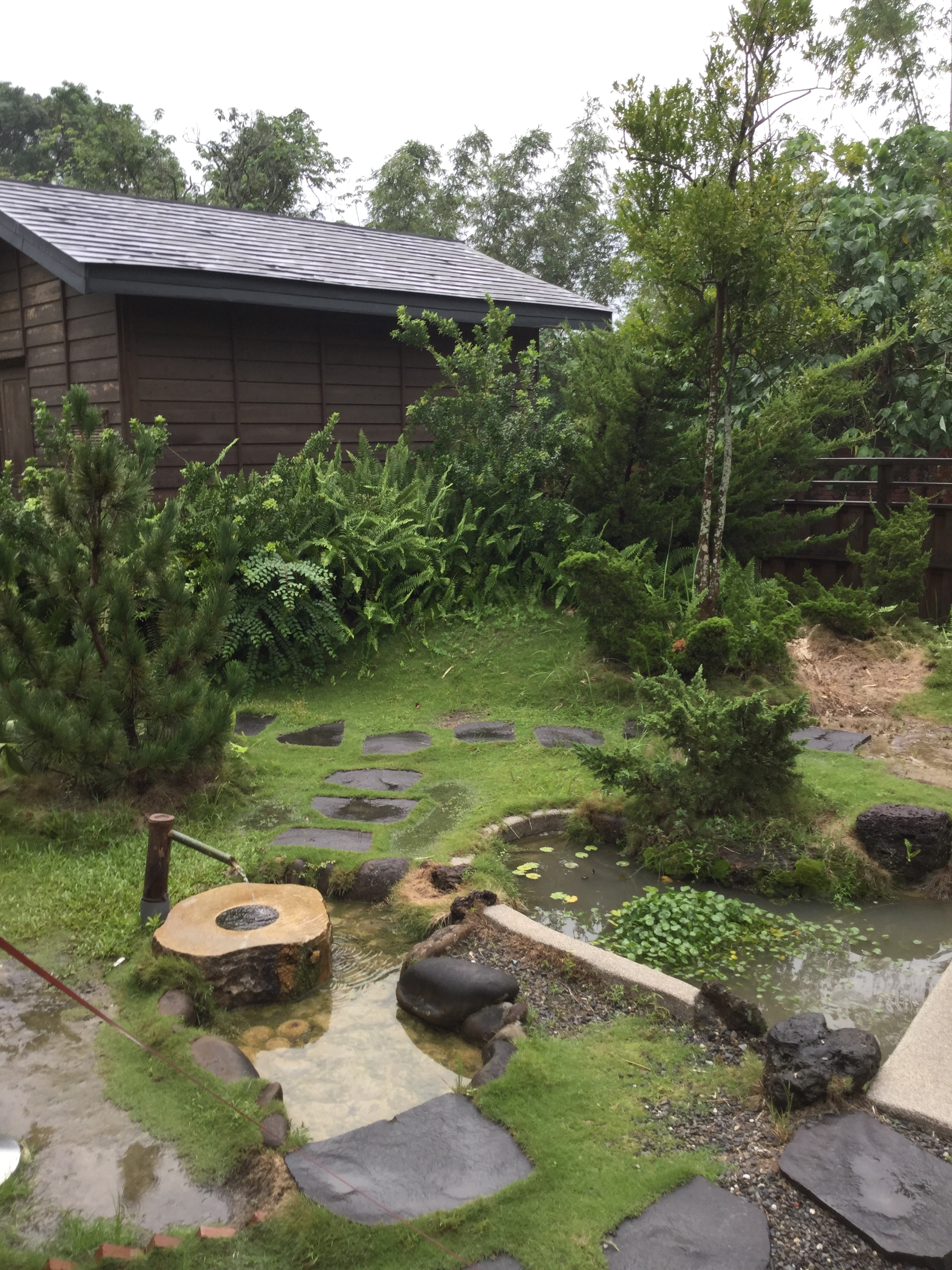
日本庭園
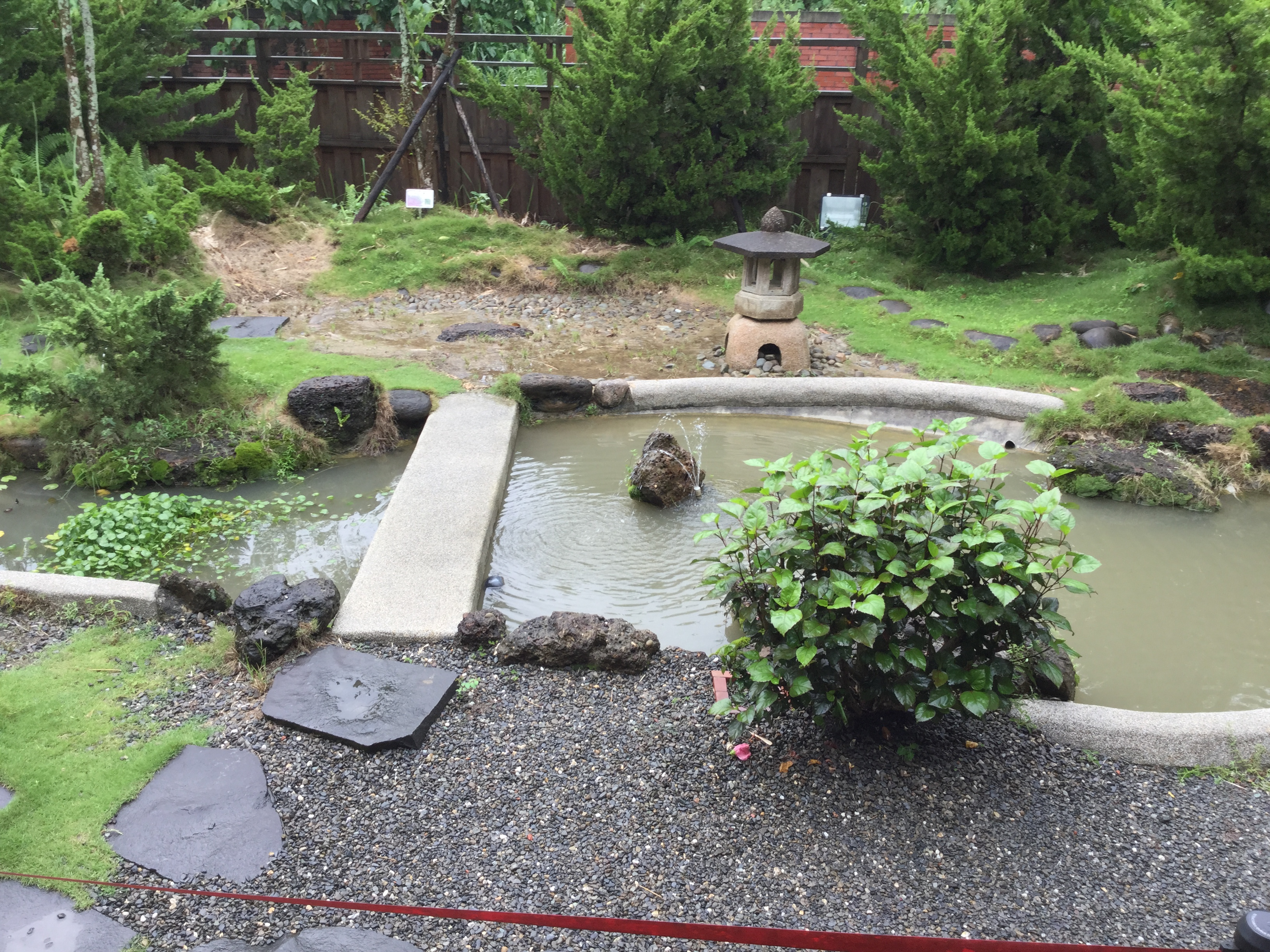
日本庭園

## 榮譽

### 敘位
- 從七位 1914年（大正3年）8月20日[35]
- 正七位 1916年（大正5年）11月9日[36]
- 從六位 1919年（大正8年）5月10日[37]
- 從五位 1930年（昭和5年）9月15日[38]
- 正五位 1935年（昭和10年）10月1日[39]
- 從四位 1940年（昭和15年）11月1日[40]
- 正四位 1942年（昭和17年）5月8日[41]

### 敘勳
- 勳六等瑞寶章 1934年（昭和9年）4月5日[42]
- 勳五等瑞寶章 1938年（昭和13年）5月9日[43]
- 勳四等瑞寶章 1939年（昭和14年）9月23日[44]

## 相關書籍、影音
- 陳文添/著，《八田與一傳》。
- 古川勝三/著，《嘉南大圳之父：八田與一傳》。
- 公視資訊部/製作，《荒原之泉：八田與一》。
- 鍾弘遠/專案，《臺灣真愛：嘉南大圳之父八田與一的音樂故事》。
- 袁樂春/導演，《臺灣嘉南大圳與設計者八田與一》。
- 陳正美/著，《嘉南大圳與八田與一》。
- 蘇沅峰/導演，演員陳冠霖飾八田與一，電視劇《水色嘉南》。2009年客家電視台播出。
- 石黑昇/導演，日本聲優井上和彥、臺灣藝人湯志偉配音飾八田與一，劇場版動畫《八田與一：嘉南大圳之父》（パッテンライ!! 〜南の島の水ものがたり〜）。2009年5月8日上映。[45]曾在公共電視台、東森電影台、緯來電影台播出。
- 馬志翔/導演，演員大澤隆夫飾八田與一，電影《KANO》。2014年2月27日上映

## 外部連結
- 烏山頭水庫風景區－八田與一紀念銅像 （页面存档备份，存于）
- 金澤古里偉人館 八田與一 （页面存档备份，存于）
- 嘉南大圳之父─八田與一傳
- 八田與一技師 （页面存档备份，存于）
- 西拉雅國家風景區－八田與一故居測繪暨修復啟動儀式
- http://www.youtube.com/watch?v=Zq0x42q52Ew （页面存档备份，存于）（日本片名是取自台語的「八田來」音。）
- 公共電視台_台灣百年人物誌 （页面存档备份，存于）
  - YouTube介紹－【台灣百年人物誌】八田與一 （页面存档备份，存于）
- 瑞芳高工七十年史話[永久]，校長許茂雄撰
- 八田與一: 嘉南平原水利之父（页面存档备份，存于）